# Saint-Malo-de-Guersac
Saint-Malo-de-Guersac är en kommun i departementet Loire-Atlantique i regionen Pays de la Loire i nordvästra Frankrike. Kommunen ligger i kantonen Montoir-de-Bretagne som tillhör arrondissementet Saint-Nazaire. År 2022 hade Saint-Malo-de-Guersac 3 221 invånare.

## Befolkningsutveckling
Antalet invånare i kommunen Saint-Malo-de-Guersac
| Referens: INSEE |